# San Rafael del Norte
San Rafael del Norte är en kommun (municipio) i departementet Jinotega, Nicaragua. Kommunen har 20 772 invånare och ligger mellan Estelí och Jinotega i den bergiga norra delen av landet. San Rafael del Norte har en stor och vacker vitmålad kyrka.

## Geografi
San Rafael del Norte gränsar till kommunerna San Sebastián de Yalí och Santa María de Pantasma i norr, Jinotega i öster, La Trinidad i söder, samt La Concordia i väster. Kommunens största ort är centralorten San Rafael del Norte, med 3 613 invånare (2005).

## Historia
San Rafael del Norte grundades ca 1824. År 1848 beslutades det att befolkningen i San Rafael, nuvarande San Rafael del Norte, skulle flytta till Chaguite Largo dalen där La Concordia nu ligger. En del av befolkningen, Los Traslacionistas, flyttade medan den andra delen, Los Antitraslacionistas, stannade kvar. Den förra gruppen tog med sig alla arkivalierna vilket ledde till en konflikt mellan de två platserna. Konflikten löstes 1851 på så sätt att det bildades två separata kommuner: San Rafael del Norte och San Rafael de La Concordia. År 1854 bodde det cirka 300 familjer i San Rafael del Norte.
San Rafael del Norte upphöjdes 1962 från att vara en pueblo till att bli en ciudad (stad).

## Näringsliv
San Rafael del Norte är en av de mest turistbesökta platserna i departementet Jinotega. Turisterna lockas bland annat av det varma vädret, lugnet, vandring och simning. 

## Religion
Kommunens festdag är den 29 september till minne av ärkeängeln Rafael. De firar även den 18 maj, som är årsdagen av bröllopet mellan general Augusto César Sandino och Blanca Estela Aráuz Pineda, samt den 22 mars, som är datumet då den lokale prästen och fransiskanermunken Odorico D'Andrea dog år 1990.

## Kända personer från San Rafael del Norte
- Pedro Altamirano (1870-1937), gerillasoldat, en av Sandinos generaler[7]
- Blanca Estela Aráuz Pineda (1909-1933), gift med Augusto César Sandino[8]
- Odorico D'Andrea (1916-1990), präst, fransiskanermunk[9]